# Comuna Panasivka, Lîpova Dolîna
Panasivka (în ucraineană Панасівка) este o comună în raionul Lîpova Dolîna, regiunea Sumî, Ucraina, formată din satele Lîpivka, Panasivka (reședința) și Stolearove.

## Demografie
Componența lingvistică a comunei Panasivka
     Ucraineană (98,59%)
     Rusă (1,23%)
     Alte limbi (0,09%)
Conform recensământului din 2001, majoritatea populației comunei Panasivka era vorbitoare de ucraineană (98,59%), existând în minoritate și vorbitori de rusă (1,23%).